# Храм иконы Божией Матери «Всех Скорбящих Радость» (Курск)
Храм ико́ны Бо́жией Ма́тери «Всех Скорбя́щих Ра́дость» — православный храм на территории городской клинической больницы №1 им. Н. С. Короткова в городе Курске, располагающийся по адресу ул. Семеновская, 65-а.

## История
В 1799 году в Курске в квартале на углу улиц Садовой и Лазаретной (теперь — Семёновской) было построено здание для больницы Приказа общественного призрения. В 1830 году в больничном корпусе была построена и освящена домовая церковь во имя иконы Божией Матери «Всех Скорбящих Радость», центр главного больничного здания (сейчас — здание городской поликлиники № 1, ул. Садовая, 40) увенчали куполом с золотым крестом на массивном световом барабане, вход находился в центре фасада, обращённого на улицу Лазаретную. При Скорбященской церкви 1838 году в лазаретном дворе была возведена часовенка с главкой и крестом. В 1842 году церковь посетил император Николай I, который присутствовал здесь на богослужении и пожаловал протоиерею Роману Гладкому дорогой перстень. В 1867 году при часовне организована комната для проведения вскрытий. За содержание часовни отвечали настоятель Скорбященской церкви и смотритель.
После Октябрьской революции домовая церковь иконы Божией Матери «Всех Скорбящих Радость» в числе прочих курских храмов была закрыта. В 1936 году были сломаны бельведер и купол церкви. До 2004 года здание часовни относилось к строениям городской больницы № 1: здесь размещалась бухгалтерия больницы, её склады, а в последнее время — архив бюро судмедэкспертизы. 2 января 2004 года была образована православная община в честь иконы Божией Матери «Всех скорбящих Радость» с целью возвращения и восстановления этого храма, которая 6 февраля 2004 года была зарегистрирована в органах юстиции. 23 июля 2004 года комитет по управлению имуществом передал в безвозмездное бессрочное пользование новообразованной общине здание бывшей часовни. 29 июля 2004 года в приход в честь иконы Божией Матери «Всех Скорбящих Радость» его настоятелем был назначен священник Вадим Санин. В августе 2004 года митрополит Ювеналий освятил антиминс для совершения литургии в восстанавливаемом храме, а первое богослужение состоялось на праздник Преображения Господня 19 августа 2004 года. 6 ноября 2007 года храм был освящен архиепископом Курским и Рыльским Германом.